# آرتور برنادس (مربی فوتبال)
آرتور برنادس (پرتغالی: Arthur Bernardes؛ زادهٔ ۱۵ مهٔ ۱۹۵۵) مربی فوتبال اهل برزیل است.